# متحف غلور للطب النفسي
متحف غلور للطب النفسي هو جزء من مجمع من متاحف سانت جوزيف، ميسوري، جنبًا إلى جنب مع متحف المحفوظات السوداء ومتحف القديس يوسف والممرات الهندية والتاريخ الأمريكية. وتتميز معروضات تلك المتحف بتاريخ يمتد لأكثر من 130 عامًا من المستشفى العقلية المجاورة، وتوضيح تاريخ علاج الصحة النفسية على مر العصور. وقد اعتبر ذلك كواحد من أكثر خمسين متحفًا غير عاديًا في الولايات المتحدة.

## التاريخ

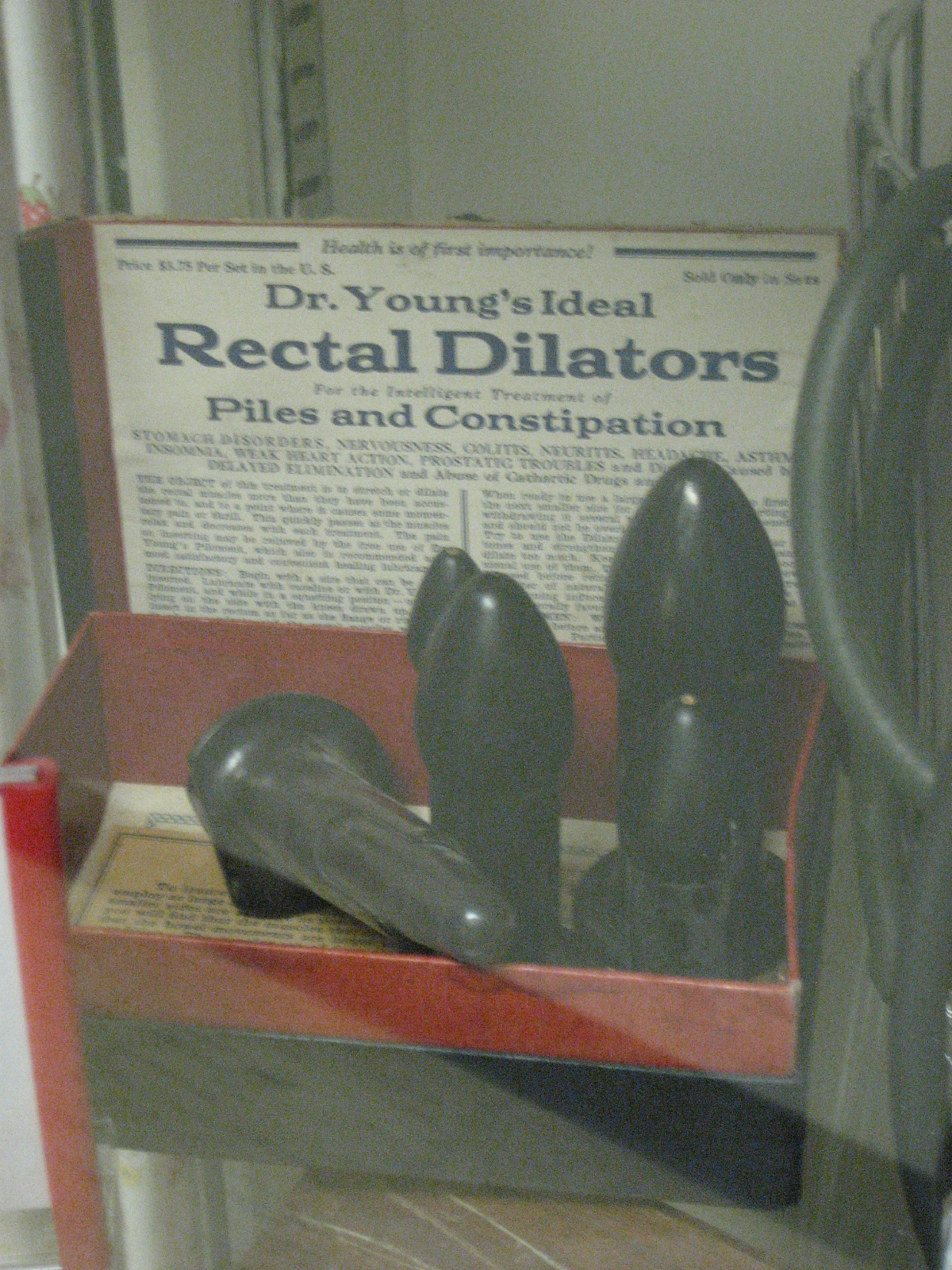
مُوسعات المستقيم الخاصة بدكتور يونغ المعروضة في المتحف

بدأت المجموعة في عام 1966 عندما قام جورج غلور، وهو موظف في وزارة الصحة العقلية في ميزوري، ببناء بعض النماذج بالحجم الطبيعي من الأجهزة البدائية التي كانت تستخدم سابقصا لعلاج المرضى النفسيين، لعرضها خلال أسبوع التوعية بالصحة العقلية. ووُضعت هذه النماذج، جنبًا إلى جنب مع مجموعة متزايدة من القطع الأثرية الأخرى، في متحف في عام 1967، والمصممة لتوضيح كيفية تقدم علاج المرض العقلي عبر الزمن. وأوضح غلور:

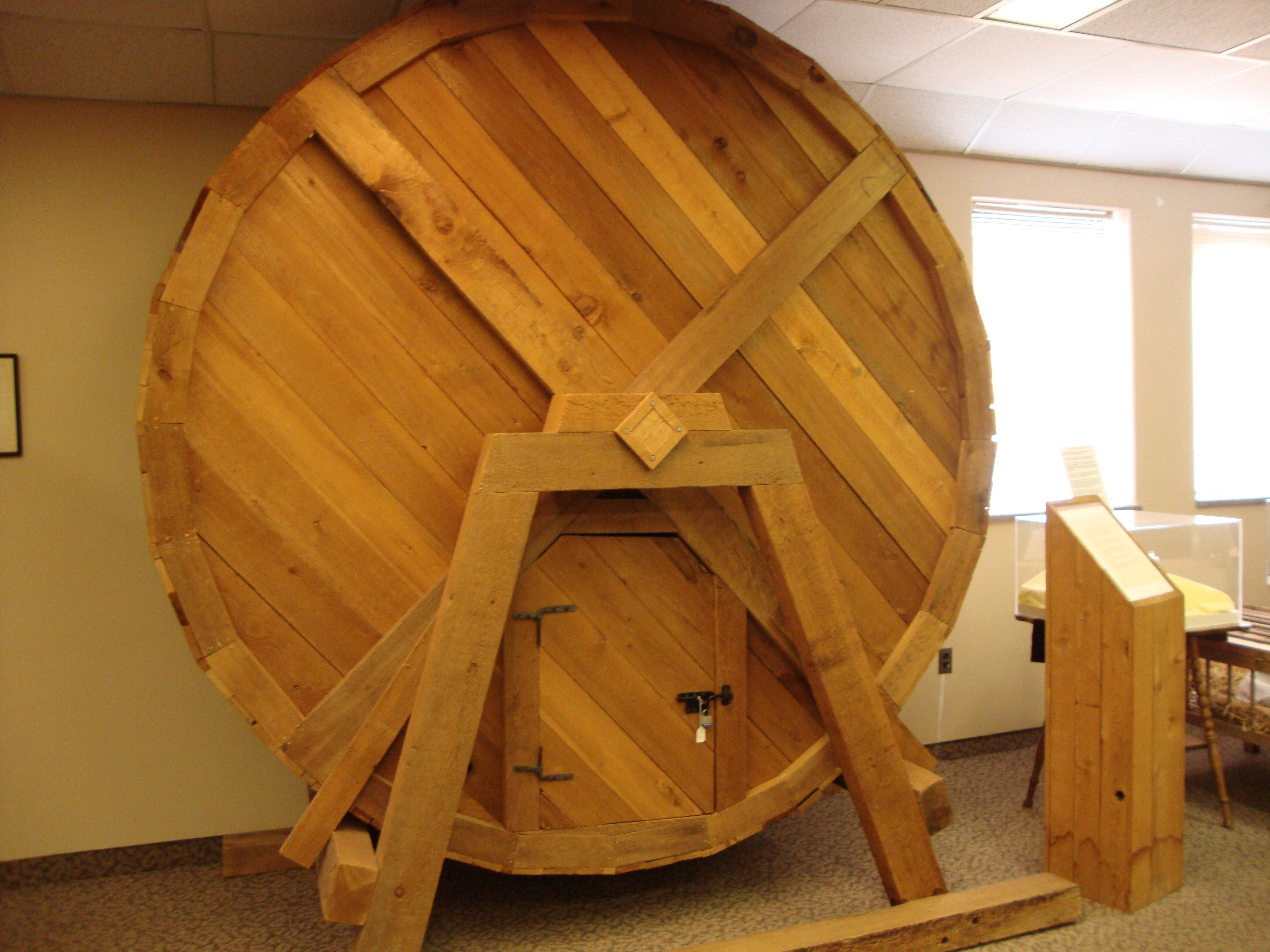
"المطحنة العملاقة للمريض" تسمح للمرضى بالسير على الطاقة الزائدة.

«نحن حقًا لا يمكن أن يكون لدينا تقدير جيد للخطوات التي قطعناها في علاج الصحة النفسية إذا لم ننظر إلى الفظائع التي ارتكبت في الماضي». واصل غلور إلاضافة إلى المجموعة طوال حياته المهنية لمدة 41 عامًا. بعد تقاعده في تسعينات القرن العشرين واصل عمله كمنسق للمتحف حتى وفاته في عام 2010، وبعد ذلك أصبح سكوت كلارك أمينًا للمتحف.
في البداية كان المتحف يقع في عنبر «الدولة المسكون رقم 2»، التي سميت «مستشفى سانت جوزيف» في عام 1899. تم بناء العنبر في عام 1874 وكان يُشبه القلعة. كان يسع المشفى في باديء الأمر 25 مريضًا، ثم توسع حتى كان يضم ما يقرب من 3000 مريض في الخمسينات. وفي التسعينات، أُعيد بناؤه كسجن للدولة، وتم افتتاح مرفق جديد يضم 108 سريرًا يسمى «مصحة إعادة التأهيل النفسي في شمال غرب ولاية ميسوري» عبر الشارع المقابل للمستشفى الأصلي. انتقل متحف غلور إلى مبنى آخر عام 1968 خارج بوابات السجن التي كانت في الأصل عيادة للمرضى في المستشفى العقلي.

## المعروضات

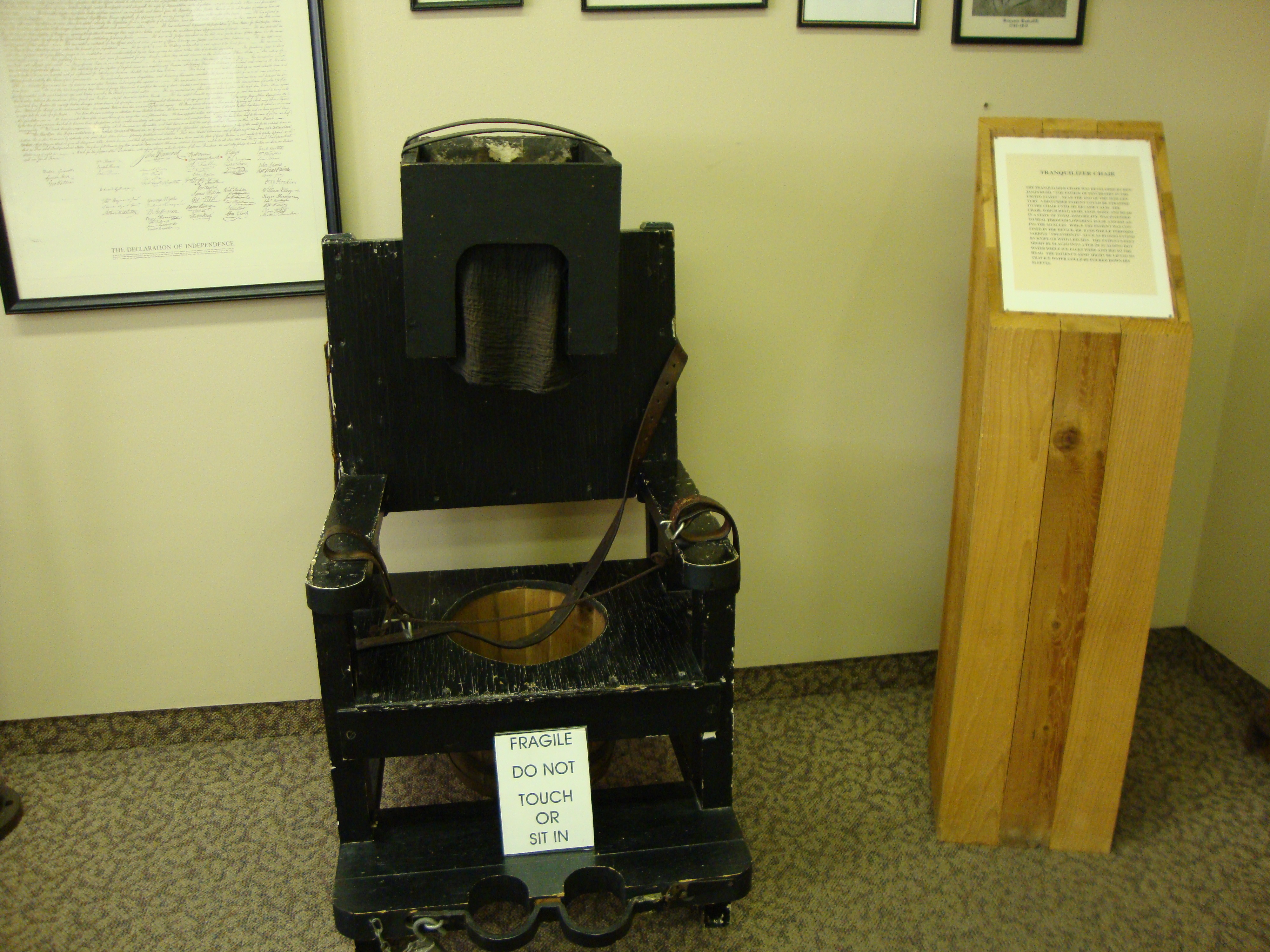
الكرسي المُهديء

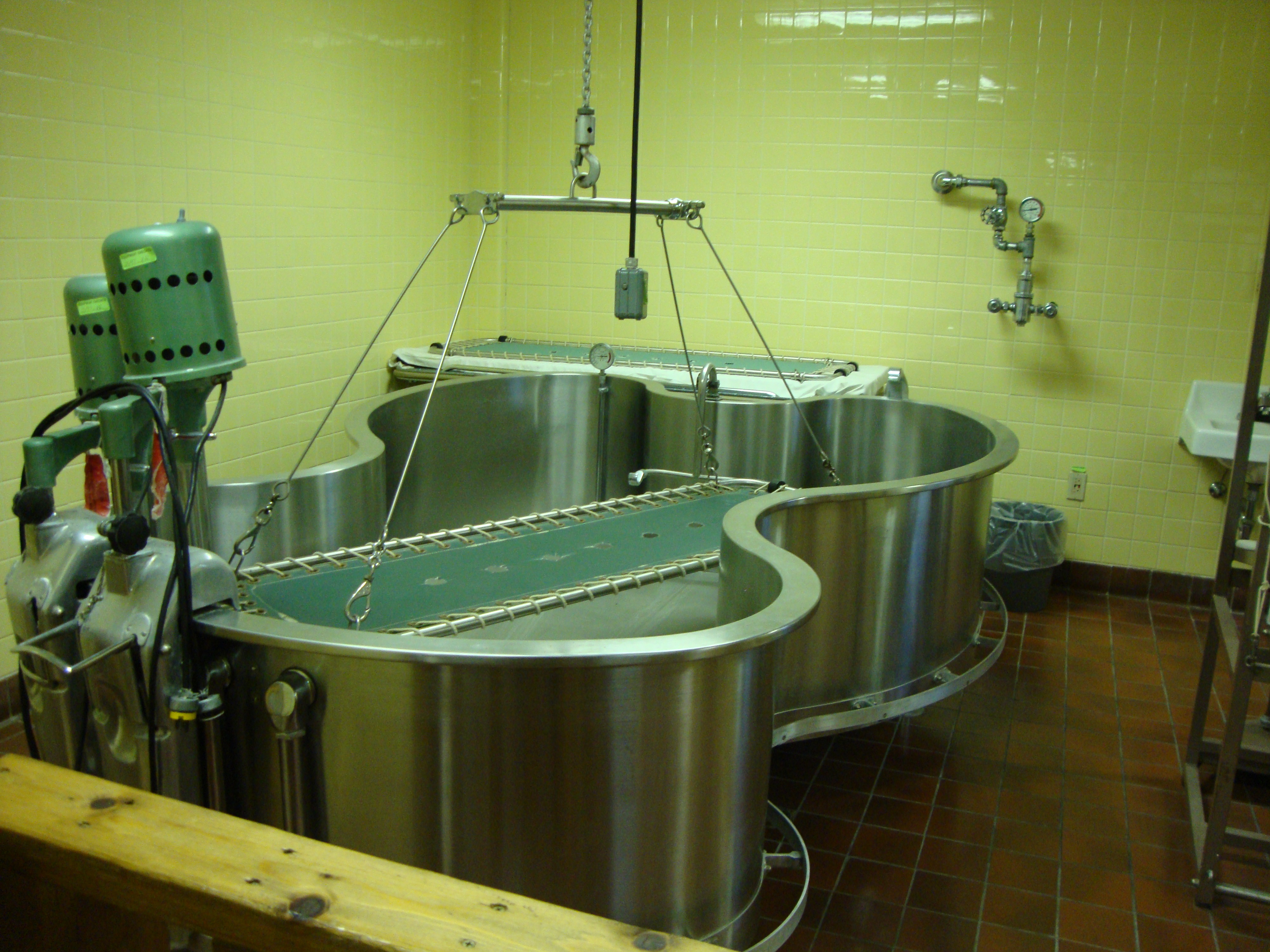
"حمام المفاجأة" لسرعة غمر المرضى في الماء الجليدي

ويعرض المتحف العديد من القطع الأثرية من المستشفى العقلي، بما في ذلك المعدات الطبية، زي الموظفين، والصور، والأعمال الفنية والكتابة التي تم إنشاؤها من قبل المرضى. تحكي أحد المعروضات قصة رجل قضى 72 عامًا كمريض في المستشفى.
بعض من أبرز المعروضات هي نماذج كاملة الحجم، والتي بناها غلور بنفسه، لأجهزة العلاج من القرن السادس عشر والسابع عشر والثامن عشر. واحدة من هذه المعروضات هي «الكرسي المهدئ»، كاملًا مع غطاء محرك الكرسي وقيود اليد والقدمين مدمج في المرحاض المحمول لاستيعاب جلسات طويلة. تم اختراع الكرسي من قبل بنجامين راش، والمعروف باسم «أب الطب النفسي الأمريكي»، الذي نشر أول كتاب أمريكي عن المرض العقلي في عام 1812.
وتشمل العناصر الأخرى «حمام المفاجأة»، وهو عبارة عن منصة تهدف إلى إغراق المريض بسرعة في حمام من الماء الجليدي؛  و«مطحنة المريض العملاقة»، والتي من شأنها أن تشجع المرضى المهيجين على البقاء حتى لا تُنهك قواهم عن طريق التسبب في حركة عجلة العملاقة. و «صندوق القمامة»، وهو مربع مستقيم يشبه النعش حيث كان يوضع فيه المرضى الذين اعتبروا غير قابلين للرقابة حتى يهدأوا، و«أرجوحة أوهلوران»، وهو جهاز على شكل أرجوحة تستخدم لتهدئة المريض المهيج أو تحفزه على النوم.